# 孙振宇
孙振宇（1946年—），汉族，中华人民共和国驻世界贸易组织首任大使、第十一届全国政协委员。
1964年9月—1970年4月  北京外语学院  英语  本科
1971年9月—1973年3月  北京外国语学院    进修
1981年4月—1981年8月  欧洲共同体同声传译训练班    
1989年12月—1990年8月  英国曼彻斯特大学、加拿大不列颠哥伦比亚大学    
加入中国共产党，2002年1月，担任首任常驻世界贸易组织代表、特命全权大使。2008年，当选第十一届全国政协委员，代表对外友好界，分入第四十七组。并担任外事委员会专委。